# Майтхілішаран Гупт
Майтхілішаран Гупт (*मैथिलीशरण गुप्त, 3 серпня 1886 — 12 грудня 1964) — індійський поет, драматург, перекладач.

## Життєпис
Походив з купецької родини. Народився у м. Чіргаон (округ Джхансі, сучасний штат Уттар-Прадеш) у родині вішнуїстів Сета Рамчарана Гупта та Каші Баї. Початкову та середню освіту здобув вдома, вивчивши бенгалі, гінді, санскрит, англійську мови. Згодом його наставником став Махавіра Прасад Двіведі. У 12 років почав складати перші вірші. У 1895 році одружився. Згодом усю увагу став приділяти саме літературній діяльності. У 1920-х роках викладав серед князівських родин бундекханда.
У 1947 році вітав здобуття Індією незалежності. З 1952 до 1964 року був почесним членом Ради штатів. У 1953 році за свій внесок у розвиток літературного гінді отримав орден Падми Вібхушана, а у 1954 році — Падми Бхушана. Раптово смерть дружини у 1963 році підірвала здоров'я Гупти й 12 грудня 1964 року він помер від інфаркту.

## Творчість
У своєму доробку М. Гупта має 20 поем та 4 драми. Теми брав з «Махабхарати», «Рамаяни», буддистських історій. Уславився поемою «Голос Індії» («Бхарат-Бхараті», 1912 рік). Характер епохи та естетичні принципи, обґрунтовані Двіведі, наклали свій відбиток на поему, яку сучасні індійські літературознавці називають «памфлетом у віршах», «політичним трактатом у віршах».
Гупт затвердив у літературі гінді жанр епічної поеми. Хоча автор використав деякі традиційні мотиви, своє завдання він вбачав у тому, щоб з публіцистичною прямотою висловити свої громадські ідеали.
Перекладав численні твори мовою гінді. Найвідомішим є переклад рубаїв Омара Хаяма.